# 24046 Malovany
24046 Malovany è un asteroide della fascia principale. Scoperto nel 1999, presenta un'orbita caratterizzata da un semiasse maggiore pari a 2,3167658 UA e da un'eccentricità di 0,1593317, inclinata di 4,25667° rispetto all'eclittica.